# 日本カイロプラクティック登録機構
一般財団法人日本カイロプラクティック登録機構（にほんカイロプラクティックとうろくきこう、Japan Chiropractic Register、略称：JCR）は、日本のカイロプラクターを正確に把握して行政と連携することで、世界保健機関（WHO）が作成したガイドラインに基づくカイロプラクティックの資格化実現を目標に設立された一般財団法人である。事務局は東京都港区西新橋に置かれている。
カイロプラクター登録者の名簿を一般公開し、定期的に厚生労働省医政局医事課や関係省庁に提出してカイロプラクターの選択基準を示している。

## 理事等
- 最高顧問 石破茂（衆議院議員）
- 理事長 後藤雅博[4]

### 歴代理事長
- 遠山清彦（元衆議院議員/平和学博士）
- 石川光男（国際基督教大学名誉教授）
- 石破茂（衆議院議員）

## 目的
- 法制化が達成されるまでのカイロプラクターの登録業務
- カイロプラクティック業務基準の設定をするための業界の自主規制
- 日本カイロプラクティック試験委員会が実施する評価業務の認定
- 厚生労働省との交渉
- 傷害保険会社との交渉
- 安全で倫理的な実行が達成されることへの努力

## 登録カイロプラクターとリスト公開
登録カイロプラクターとは、一般財団法人日本カイロプラクティック登録機構（JCR）によるカイロプラクターの民間資格である。登録要件として、「CCE認証取得カイロプラクティック教育」、「日本カイロプラクターズ協会（JAC）承認カイロプラクティック標準化コース（CSC）」、「カイロプラクティック安全教育プログラム」（現JCR試験受験資格プログラム）、1年以上の「国内のカイロプラクティック養成学校」のいずれかを修了する必要がある。登録試験は毎年、国際カイロプラクティック試験委員会（IBCE）の協力のもと実施している。登録試験合格により第１種認定登録カイロプラクターと第２種認定登録カイロプラクターに分類され、合格者は第２種認定登録カイロプラクターとして登録される。
法的に資格制度を認可する国々は、カイロプラクティック教育評議会加盟の評価機関から認証を受けた大学など教育機関の卒業とカイロプラクター資格試験合格を必要条件としている。
JCRは登録カイロプラクターの名簿を公開している。